# Андрогинност
Андрогинност e термин, който произлиза от гръцкото ανήρ, корен ανδρ- (anér, andr-, означаващо мъж) и γυνή (gyné, означаващо жена), и се отнася до комбинацията на мъжествени и женствени черти и характеристики. Това може да бъде видяно в модата, сексуалната идентичност или лайфстайл, или може да се отнася до биологични характеристики, когато става въпрос за физическа интерсексуалност, макар че този тип употреба да е остарял, може и да се отнася до биологичното наличие на смесени характеристики при растенията.

## История на понятието
Андрогините са митични същества в древногръцката митология, които били двуполови и затова били много силни, дори равни на боговете.
Имали по 4 ръце и по 4 крака, както и 2 глави. Те били първите хора. За да отнемат силата им, боговете разделили телата на андрогините на по 2 части, като по този начин се разграничили мъжа и жената. Поотделно те са слаби, но възвръщат силата си, щом се обединят. Оттогава всяка половина търси огледална своя друга половина.
Има две групи андрогини – първата група са тези, които съчетават в себе си както мъжките, така и женските черти, докато във втората група се отнасят тези, които притежават и двата типа характеристики и са често определяни като „нито мъже, нито жени“.